# Crematogaster flavicornis
Crematogaster flavicornis är en myrart som beskrevs av Carlo Emery 1897. Crematogaster flavicornis ingår i släktet Crematogaster och familjen myror. Inga underarter finns listade i Catalogue of Life.